# جهانگیر بهروز
جهانگیر بهروز (زاده ۱۳۰۵ در مشهد - درگذشته ۱۳۹۳ در لندن) روزنامه‌نگار پیشکسوت اهل ایران بود.

## زندگی‌نامه
او متولد سال ۱۳۰۵ خورشیدی در مشهد بود از خانواده‌ای همدانی‌تبار، از دوران دبیرستان و بعد از اشغال ایران توسط متفقین در سال ۱۳۲۰ ابتدا به گروه‌های هوادار آلمان (در حقیقت به مخالفان متفقین) پیوست، راهی که بسیاری از جوانان آن دوران که از چهره‌های صاحب نام ادب و سیاست شدند پیمودند و بعد از تأسیس حزب توده هم بدان حزب گرویدند.
بهروز از دوران دبیرستان به روزنامه‌نگاری متمایل شده و در کار خبرنگاری جرات و شهامتی از خود نشان داده بود. علاقه اش به این حرفه را تا پایان عمر رها نکرد، گرچه در سال ۱۳۵۰ وقتی آخر بار مورد عتاب محمدرضا پهلوی قرار گرفت، دیگر در مطبوعات به‌طور جدی و رسمی کاری نپذیرفت و در موسسه‌ای مطبوعاتی، که از سال‌ها قبل تأسیس کرده بود، به فعالیت ادامه داد.
بی پروایی‌های وی در سال‌های نخست روزنامه‌نگاریش چنان بود که قبل از سی سالگی سه بار توسط ضداطلاعات و فرمانداری نظامی دستگیر شد. بعد از تأسیس سازمان اطلاعات و امنیت کشور (ساواک) پرونده اش نشان می‌دهد که شانزده بار بازداشت شد.
گزارش‌های اولیه وی در روزنامه ایران به چاپ رسیده و بعد از آن در «روزنامه ایران ما» به مدیریت جهانگیر تفضلی نیز گزارش‌ها و مقالاتی نوشت و روزگاری هم قیام ایران را بنیان نهاد که نجف دریابندری، شاهرخ مسکوب، سیاوش کسرایی و محمدجعفر محجوب در آن قلم زدند.
بهروز در خاطرات روزنامه‌نگاری خود از اولین کار مهم خبرنگاریش شرح می‌دهد و چگونگی به دست آوردن سند محرمانه قرارداد نظامی ایران و آمریکا را که در سال ۱۳۲۶ و در دولت حکیم‌الملک تهیه شده بود و افشای آن علت اصلی سقوط این دولت شد، بازمی‌گوید. گرچه این جسارت و شیرینکاری یک خبرنگار جوان ۲۲ ساله، نزد دستگاه‌های اطلاعاتی ارتش و شهربانی و حتی برخی همکاران وی نشانه داشتن ارتباط با خارجیان تلقی شد.
وی در سال ۱۳۴۸ با تأسیس مؤسسه آیندگان به عضویت هیئت مدیره این مؤسسه درآمد که داریوش همایون مدیرعامل آن بود، و از اولین شماره روزنامه آیندگان، غلامحسین صالحیار سردبیریش را به عهده گرفت. یک سال بعد، با خروج صالحیار، هیئت مدیره مؤسسه آیندگان جهانگیر بهروز را به سردبیری گماشت اما همزمان با هزارمین شماره آیندگان که وی در سرمقاله آن نوشت «این روزنامه‌ای بود که می‌توانستیم نه آن که می‌خواستیم»، پادشاه به شدت خشمگین شد و بنا به دستور ساواک بهروز از سمت خود معاف شد و سردبیری را به معاون خود سپرد.
از آن زمان جهانگیر بهروز وقت خود را صرف مؤسسه اکو اف ایران کرد که چند نشریه انگلیسی زبان داشت و از جمله معدود منابع خبری جهان در مورد ایران بود.
بهروز از سال ۱۳۹۱ انتشار خاطراتی را در روزنامه اطلاعات آغاز کرد که چندین ماه ادامه داشت. این خاطرات موافقان و مخالفان بسیار یافت.
وی سرانجام در ۸۸ سالگی، بعد از یک دوران بیماری، در اثر حادثه‌ای در لندن به کما رفت و روز ۵ دی ۱۳۹۳ درگذشت.
هر دو فرزند وی در کار نشر و فرهنگ هستند. مازیار بهروز استاد دانشگاه سان فرانسیسکو و دانش‌آموخته تاریخ و صاحب چند تألیف ارزشمند است.
بخشی از خاطرات وی در سال ۱۳۹۱ به صورت پاورقی در روزنامه اطلاعات به چاپ رسید.